# Římskokatolická farnost Kryry
Římskokatolická farnost Kryry (lat. Kriegra) je církevní správní jednotka sdružující římské katolíky na území města Kryry a v jeho okolí. Organizačně spadá do lounského vikariátu, který je jedním z 10 vikariátů litoměřické diecéze. Centrem farnosti je kostel Narození Panny Marie v Kryrech.

## Historie farnosti
Tzv. stará farnost (plebánie) pochází z roku 1418. V roce 1664 byla připojena k farnosti Nepomyšl. Od tohoto roku jsou také vedeny matriky. Od roku 1740 se farnost stala opět samostatnou.

### Duchovní správcové vedoucí farnost
Začátek působnosti jmenovaného v duchovní správě farnosti od:
- 1696 P. Franciscus Xaver Huth (farář v Nepomyšli a Kryrech)

farnost do roku 1716 patřila k Nepomyšli, od roku 1716 byli v Kryrech usazeni kaplani jako rezidenti:
- 1716 cap. res. Tobias Stolz
- 1727 cap. res. Josef Veit de Schak
- 1731 cap. res. Johann Hammerschmied

od roku 1740 se Kryry staly opět samostatnou farností:
- 1740 Johann Preisler, prvofarář
- 1759 Hroznata Josef Pehe
- 1791 Josef Puchas (od roku 1807 biskupský okrskový vikář a školní okresní dohlížitel), † 8. 12. 1809
- 1809 Andreas Merz, † 28. 3. 1816
- 1816 Josef Eckel (Ekkel), n. 18. 3. 1782 Laun, o. 31. 8. 1807, † 11. 10. 1835
- 1835 par. vacat
- 1836 Michael Orgelmeister (od roku 1848 biskupský okrskový vikář), n. 21. 1. 1788 Kriegern, o. 23. 3. 1812, † 28. 5. 1872
- 1872 Wenzel Schuh, n. 22. 7. 1823 Dobrenz, o. 25. 7. 1846, † 11. 6. 1882
- 1882 Josef Pettera, n. 9. 4. 1834 Trautenau, o. 4. 7. 1858, † 10. 2. 1911
- 1884 Josef Beständig[3] n. 14. 3. 1843 Scheles, o. 15. 7. 1868, † 9. 4. 1922
- 1910 Franc. Brtník n. 4. 3. 1868 Magna-Čičovic, o. 17. 7. 1892, † 30. 5. 1934[4]
- 1. 5.  1930 Rudolf Hubert, n. 24. 6. 1896 Svitava u Cvikova , o. 25. 6. 1922 Litoměřice, † 11. 6. 1981  Götting b. Bad Aibling; V době nacistické okupace byl zatčen. Příčinou zatčení byly jeho poznámky a výroky jak ve škole, na kazatelně, tak i v soukromém rozhovoru. Od 2. 7. 1944 byl v Dachau. Dne 26. 4. 1945 nastoupil v Dachau evakuační transport – pochod smrti. Osvobozen byl americkou armádou 3. 5. 1945 v německém Bad Tölzu.[5]
- do 1952 Jeroným Bochnia, n. 29. 9. 1889, † 16. 6. 1952
- 25. 6. 1952 Alois Raška
- 1. 9.  1960 František Ondrouch
- 1. 6.  1967 Josef Jiran
- 1. 9.  1969 Stanislav Lacina
- 1. 6.  1977 Josef Šimon, farář
- 26. 4. 2011 Aleksander Siudzik, CSsR
- 1. 10. 2011 Josef Hurt, admin.
- 1. 7. 2015 Aleksander Siudzik, CSsR, admin. exc.[4]

Kromě kněží stojících v čele farnosti, působili ve farnosti v průběhu její historie i jiní kněží. Většinou pracovali jako farní vikáři, kaplani, katecheté, výpomocní duchovní aj.

## Území farnosti
Do farnosti náleží území obce:
- Kryry (Kriegern)[p 2]

## Římskokatolické sakrální stavby na území farnosti
| | Fotografie | Stavba                      | Místo  | Bohoslužby                      | Zeměpisné souřadnice             | Status         | Číslo kulturní památky           |
| Kostel | Kostel     | Kostel                      | Kostel | Kostel                          | Kostel                           | Kostel         | Kostel                           |
| --- | ---------- | --------------------------- | ------ | ------------------------------- | -------------------------------- | -------------- | -------------------------------- |
| 1. |            | Kostel Narození Panny Marie | Kryry  | bližší informace o bohoslužbách | 50°10′24″ s. š., 13°25′45″ v. d. | farní kostel   | 43069/5-1212 (Pk•MIS•Sez•Obr•WD) |
| Kaple |            |                             |        |                                 |                                  |                |                                  |
| 2. |            | Kaple                       | Kryry  | bližší informace o bohoslužbách | 50°10′27″ s. š., 13°25′37″ v. d. | oratoř na faře | —                                |
| Některé drobné sakrální stavby a pamětihodnosti lze dohledat zde v databázi Drobné sakrální památky Zaniklé sakrální stavby lze dohledat zde v databázi Poškozené a zničené kostely, kaple a synagogy v České republice |            |                             |        |                                 |                                  |                |                                  |

Ve farnosti se mohou nacházet i další drobné sakrální stavby, místa římskokatolického kultu a pamětihodnosti, které neobsahuje tato tabulka.

## Příslušnost k farnímu obvodu
Z důvodu efektivity duchovní správy byl vytvořen farní obvod (kolatura) farnosti – děkanství Podbořany, jehož součástí je i farnost Kryry, která je tak spravována excurrendo.